# Satanh

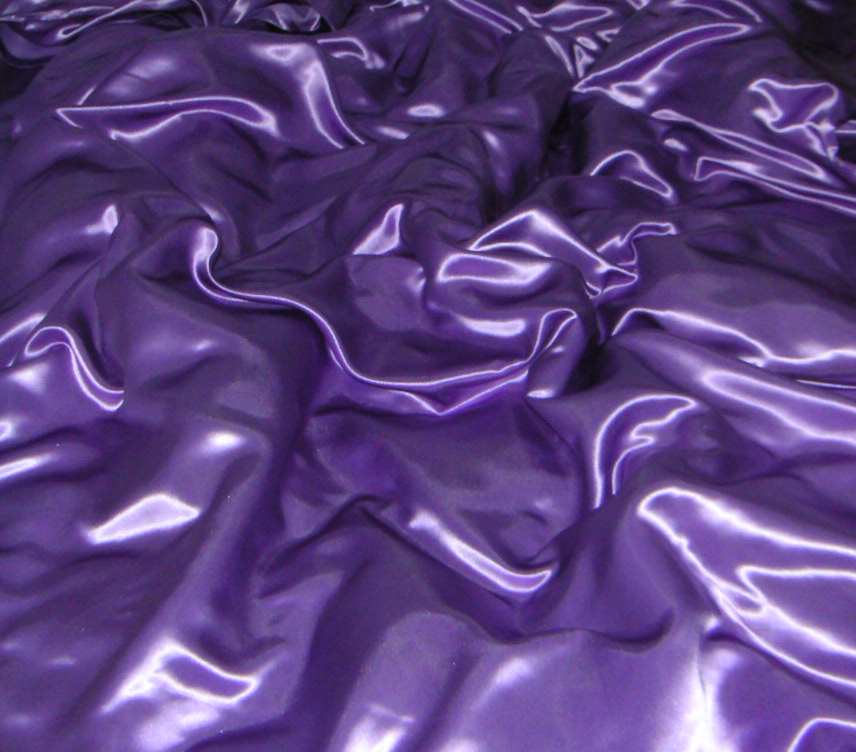
Satanh dùng làm ga giường

Xa-tanh là từ gốc Pháp satin, Satanh hay vải satanh, vải satin là loại vải đặc trưng bởi bề mặt ngoài bóng còn bề mặt trong khá nhám. Vật liệu dệt satanh là lụa, nylon hoặc polyester, mặc dù một số người quan niệm satanh chỉ làm từ lụa.
Tiếng Việt cho đến đầu thế kỷ 20 gọi loại hàng bằng lụa bóng này là vóc.
Satanh thường dùng làm vỏ áo bóng chày, quần short thể thao, đồ lót, áo ngủ, áo và váy dành cho phụ nữ nhưng đôi khi cũng được dùng làm vật liệu may quần lót, áo sơmi và cà vạt cho nam. Nó cũng được sử dụng trong việc sản xuất giày sử dụng trong múa ba lê. Các ứng dụng khác bao gồm vải trang trí nội thất, vải bọc ghế và tấm trải giường.